# Jenny Lind
Johanna Maria Lind, de casada Johanna Lind-Godschmidt fue también conocida como Jenny Lind, (Estocolmo, 6 de octubre de 1820-Malvern, Inglaterra, 2 de noviembre de 1887), fue una soprano sueca, a menudo llamada Ruiseñor sueco. Una de las cantantes más respetadas del siglo XIX, actuó en papeles de soprano en la ópera en Suecia y en toda Europa, y emprendió una gira de conciertos extraordinariamente popular por los Estados Unidos a partir de 1850. Fue miembro de la Real Academia Sueca de Música desde 1840.
Lind se hizo famosa después de su actuación en El cazador furtivo en Suecia en 1838. En pocos años, había sufrido daños vocales, pero el profesor de canto Manuel García le salvó la voz. Tuvo una gran demanda en papeles de ópera en Suecia y el norte de Europa durante la década de 1840, y estuvo estrechamente asociada con Felix Mendelssohn. Después de dos aclamadas temporadas en Londres, anunció su retiro de la ópera a la edad de 29 años.
En 1850, Lind fue a Estados Unidos por invitación del empresario P. T. Barnum. Dio 93 conciertos a gran escala para él y luego continuó de gira bajo su propia dirección. Con su nuevo marido, Otto Goldschmidt, regresó a Europa en 1852, donde tuvo tres hijos y dio conciertos ocasionales durante las siguientes dos décadas, instalándose en Inglaterra en 1855. Desde 1882, y durante algunos años, fue profesora de canto en el Royal College of Music de Londres.

## Biografía
Nació el 6 de octubre de 1820 en Estocolmo. Hijastra del contable Niclas Jonas Lind y de la profesora Anne-Marie Fellborg quienes contrajeron matrimonio cuando Johanna tenía catorce años.
La madre de Lind tenía una escuela diurna para niñas. Cuando Lind tenía nueve años, la doncella de la bailarina principal de la Real Ópera Sueca, Mademoiselle Lundberg, la escuchó cantar y regresó al día siguiente con Lundberg. Tras una audición la ayudó a entrar en la escuela de estudiantes de teatro –Dramatens elevskola– donde se formó con el maestro de canto Carl Magnus Craelius.
Debutó en 1838 en el papel de Agathe en la obra del compositor alemán Carl Maria von Weber, El cazador furtivo. Fue nombrada miembro de la Real Academia Sueca de la Música y cantante de la corte real de Suecia y Noruega. El uso de una técnica inadecuada le dañó la voz, razón por la que tomó clases en París con el maestro español Manuel García entre 1841 y 1843. Este último año en Dinamarca Hans Christian Andersen escribió varios cuentos inspirados en ella: El ángel, El ruiseñor y el conocido Patito feo, después de que Jenny Lind declinara varias de las proposiciones de matrimonio que le hizo Andersen. Una vez recuperó la voz y aprendió la técnica adecuada representó a Valentine en Les Huguenots, a Susanna en La sonámbula de Bellini, obteniendo una gran acogida por parte del público.

### Éxito en Alemania y Reino Unido
Actuó en 1844, en los escenarios de Berlín (Alemania) donde interpretó a Vielka a sugerencia de Hans C. Andersen, en Ein Feldlager en Schlesien escrita por Giacomo Meyerbeer para ser interpretada inicialmente por Lind en la Ópera de París, donde fue rechazada.
En la Ópera Real de Suecia conoció del tenor Julius Günther. Ambos cantaron juntos tanto en ópera como en conciertos.  Fueron pareja en 1844. Debido a la incompatibilidad en los horarios, la pareja seseparó, ya que Günther permaneció en Estocolmo y más tarde fue alumno de Manuel García en París en 1846-1847. Se volvieron a reunir en Suecia, según las Memorias de Lind de 1891, y se comprometieron para casarse en la primavera de 1848, justo antes de que Lind regresara a Inglaterra. La boda no llegó a celebrarse ya que rompieron el compromiso en octubre del mismo año.
Después de una gran temporada en Viena, viajó a Londres donde debutó el 4 de mayo de 1847, cuando apareció en una versión italiana de Roberto el diablo de Giacomo Meyerbeer. Al debut asistió la reina Victoria. La crítica de The Times fue:

Hemos tenido experiencias frecuentes de la emoción de las «primeras noches, pero podemos decir con seguridad, y nuestra opinión estará respaldada por varios cientos de súbditos de Su Majestad, que nunca presenciamos una escena de entusiasmo como la que se mostró anoche el con motivo del debut de Mademoiselle Jenny Lind como Alice en una versión italiana de Robert el diablo.

Poco después se presentó en julio de 1847 en Londres (Inglaterra) donde interpretó a Amelia junto al tenor Gaetano Fraschini en I masnadieri a petición de su autor Verdi y dirigida por este en el Her Majesty's Theatre. Esta actuación le supuso a Lind un importante problema ya que tenía firmado un contrato con Alfred Bunn para actuar en el Teatro Drudy Lane con la obra de Mayerbeer. Lind se inclinó por el papel de Verdi. Tras la interpretación en Roberto el diablo abandonó el género de la ópera en 1849 para concentrarse en el oratorio, forma en la que se mantuvo hasta 1870.
A comienzos de mayo de 1848, Chopin, recién llegado a Londres, escribió a su amigo y compatriota, el militar, político y banquero Wojciech Grzymała, que había asistido a una representación de Lind de La sonámbula, en Her Majesty's Theatre, en presencia de la reina Victoria y el duque de Wellington.
Su fama europea llamó la atención del promotor estadounidense P. T. Barnum, quien la contrató para realizar una serie de ciento cincuenta conciertos en los Estados Unidos, comenzando con un concierto en el Castle Garden de Nueva York, el 11 de septiembre de 1850. Lind aceptó la propuesta de Barnum porque pretendía destinar el dinero recaudado a un orfanato para niñas en su ciudad natal. Impuso los servicios de Julius Benedict, un director de orquesta y pianista alemán, con quien había trabajado en Inglaterra y al barítono italiano Giovanni Belletti como compañero en los recitales. Después de noventa conciertos por todo el país, Lind hizo efectiva una cláusula de rescisión en su contrato con Barnum que le daba la opción, previo el pago de 25 000 de dólares en compensación a Barnum, la posibilidad de rescindir el contrato después de sesenta conciertos.
Se casó con el pianista alemán Otto Goldschmidt, un alumno de Felix Mendelssohn y Hans von Bülow, en 1852..

### Mendelssohn
Durante su estancia en Londres mantuvo una estrecha amistad con Felix Mendelssohn. En 2013 George Biddlecombe confirmó en el Journal of the Royal Musical Association que:

El Comité de la Fundación de Becas Mendelssohn posee material que indica que Mendelssohn escribió apasionadas cartas de amor a Lind suplicándola que se uniera a él en una relación adúltera y amenazando con suicidarse como un medio para ejercer presión sobre ella, y que estas cartas fueron destruidas al ser descubiertas después de su muerte.

Mendelssohn asistió al debut en Londres de Robert le diable, con el crítico Henry Chorley, que escribió que Mendelssohn disfrutó de la actuación de Jenny Lind, de quien consideró tenía un talento ilimitado. Lind trabajó con Mendelssohn en varias ocasiones, incluso este escribió los inicios de la ópera Lorelei para que ella la interpretara basada en la leyenda de las doncellas de Lorelei del Rin. La ópera quedó inconclusa al morir Mendelssohn.
Poco después del fallecimiento de Felix Mendelssohn, Lind y Goldschmidt crearon en 1849 la Mendelssohn Scholarship Foundation, bajo los auspicios de la Royal Academy of Music. En su memoria en 1869 colocaron una placa conmemorativa en Hamburgo, su lugar de nacimiento; un homenaje que fue destruido por los nazis en 1936.

## Últimos años
Vivió sus últimos años en Wynd's Point, Herefordshire , en Malvern Hill. La última aparición pública fue en un concierto benéfico en Royal Malvern Spa en 1883.  Murió a los sesenta y siete años en Wynd's Point el 2 de noviembre de 1887. Fue enterrada en el cementerio Great Malvern acompañada con la Marcha fúnebre de Chopin. Legó una parte considerable de su riqueza para ayudar a los estudiantes protestantes pobres en Suecia a recibir una educación.

## Análisis crítico

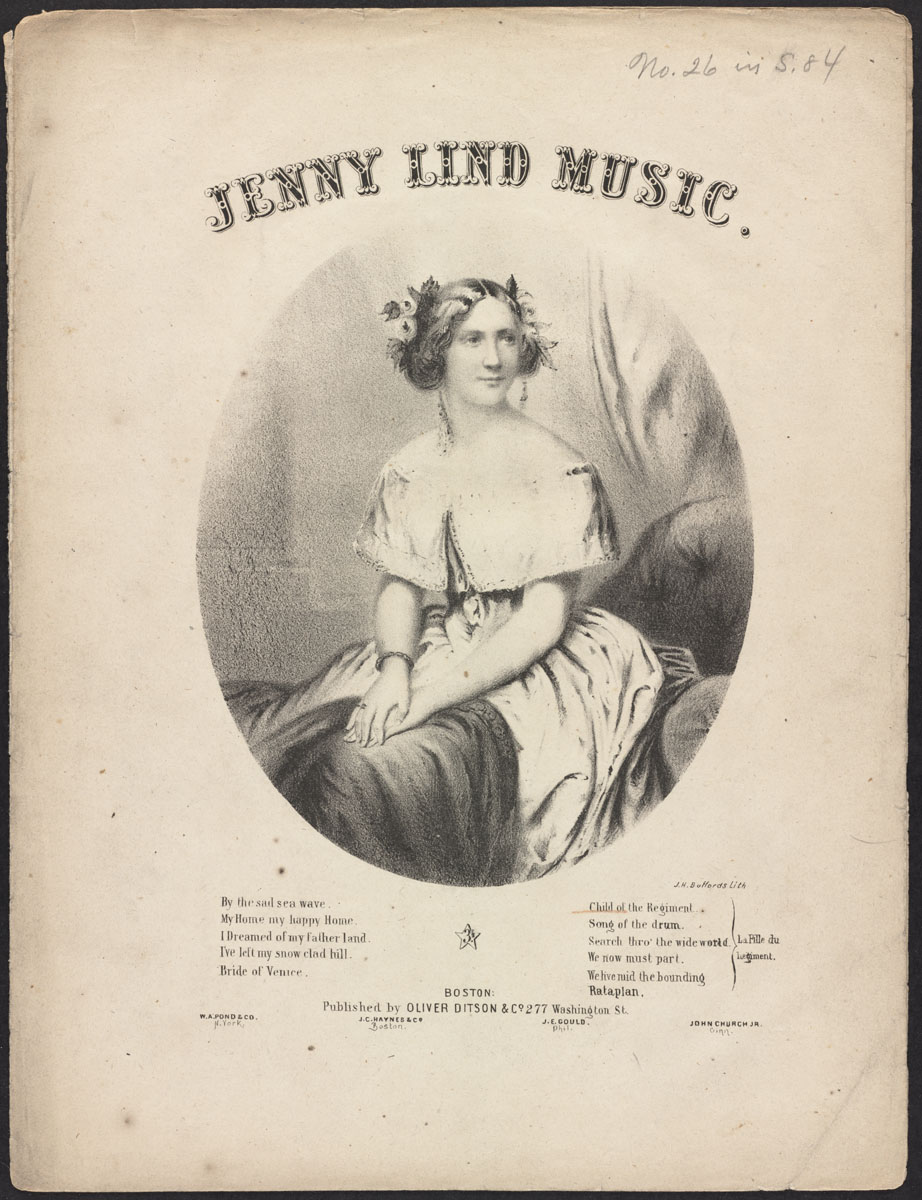
Portada de una partitura con imagen de Lind.

No se conocen grabaciones de la voz de Lind. Se cree que hizo una de las primeras grabaciones en fonógrafo para Thomas Edison, pero en palabras del crítico Philip L. Miller, "incluso si el hipotético cilindro de Edison hubiera sobrevivido, habría sido demasiado primitivo, y ella se había retirado hace demasiado tiempo, para decirnos mucho". El biógrafo Francis Rogers concluye que aunque Lind era muy admirada por Meyerbeer, Mendelssohn, los Schumann, Berlioz y otros, "En voz y en talento dramático era sin duda inferior a sus predecesoras, Maria Malibran y Giuditta Pasta, y a sus contemporáneas, Henriette Sontag y Giulia Grisi. " Apunta que debido a sus expertos promotores, entre los que se encontraba Barnum, "casi todo lo que se escribió sobre ella estaba indudablemente sesgado por una propaganda casi abrumadora a su favor, comprada y pagada". Rogers dice de Mendelssohn y de los otros admiradores de Lind que sus gustos eran "esencialmente teutónicos" y que, a excepción de Meyerbeer, no eran expertos en ópera italiana, la temprana especialidad de Lind. Cita a un crítico del New York Herald, que observó "pequeñas deficiencias en la ejecución, en el ascenso de la escala, a las que ni siquiera el entusiasmo puede privar de su agudeza". La prensa estadounidense estuvo de acuerdo en que la presentación de Lind era más típica de la "fría, intocable y gélida pureza de tono y estilo germánicos, que de la expresión apasionada necesaria para la ópera italiana", y el Herald escribió que su estilo era "adecuado para complacer a la gente de nuestro frío clima. Tendrá triunfos aquí que nunca asistirían a su progreso por Francia o Italia".
El crítico H. F. Chorley, que admiraba a Lind, describió su voz como "de dos octavas en la escala - de Re a Re - pudiendo ir a una o dos notas más altas,  en raras ocasiones; y que la mitad inferior del registro y la superior eran de dos cualidades distintas. La primera no era fuerte - velada, si no ronca; y propensa a desafinar. La segunda era rica, brillante y poderosa, la mejor en sus partes más altas". Chorley elogió su manejo de la respiración, su uso del pianissimo, su gusto por el ornamento y su inteligente uso de la técnica para ocultar las diferencias entre sus registros superior e inferior. Consideró que su "ejecución era magnífica" y que era una "músico hábil y cuidadosa", pero opinó que "muchos de sus efectos en el escenario parecían sobrecalculados" y que cantar en lenguas extranjeras impedía su capacidad de dar expresión al texto. Consideraba que su canto de concierto era más admirable que sus interpretaciones operísticas, pero alababa algunos de sus papeles. Chorley juzgó que su mejor obra se encontraba en el repertorio alemán, citando a Mozart, Haydn y el Elijah de Mendelssohn como los más adecuados para ella. Miller llegó a la conclusión de que, aunque los conocedores de la voz preferían a otras cantantes, su mayor atractivo para el público en general no era una mera leyenda creada por Barnum, sino que era una mezcla de "una cualidad singularmente pura (algunos la llamaban celestial) en su voz, consistente con su conocida generosidad y dadivosidad".

## Galería

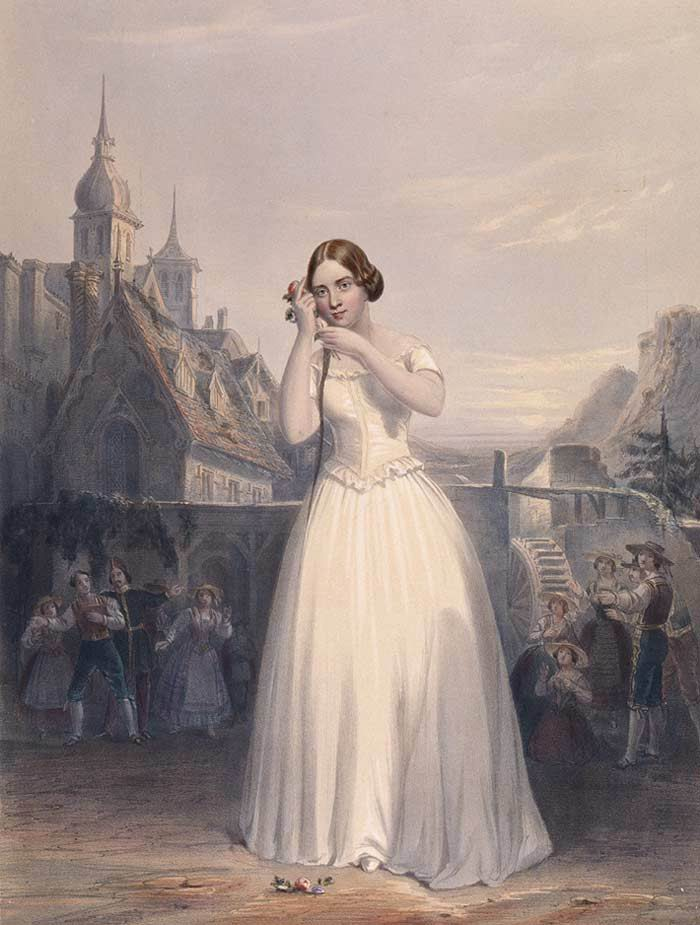
Lind como Amina en La sonámbula de Vincenzo Bellini y Felice Romani
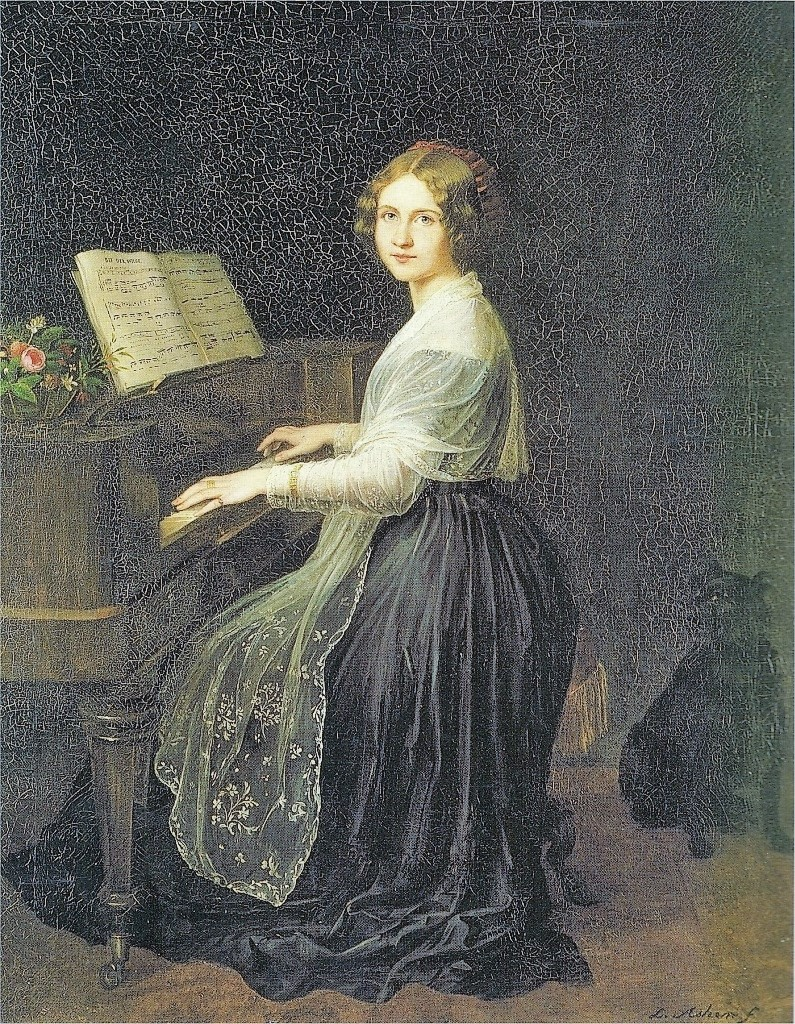
Portrait of Jenny Lind, por Louis Asher (1845)
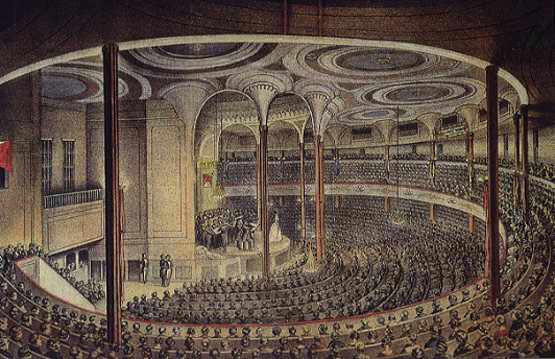
Estreno de Lind en EE. UU. en el Castle Garden de Nueva York (grabado por Currier & Ives)
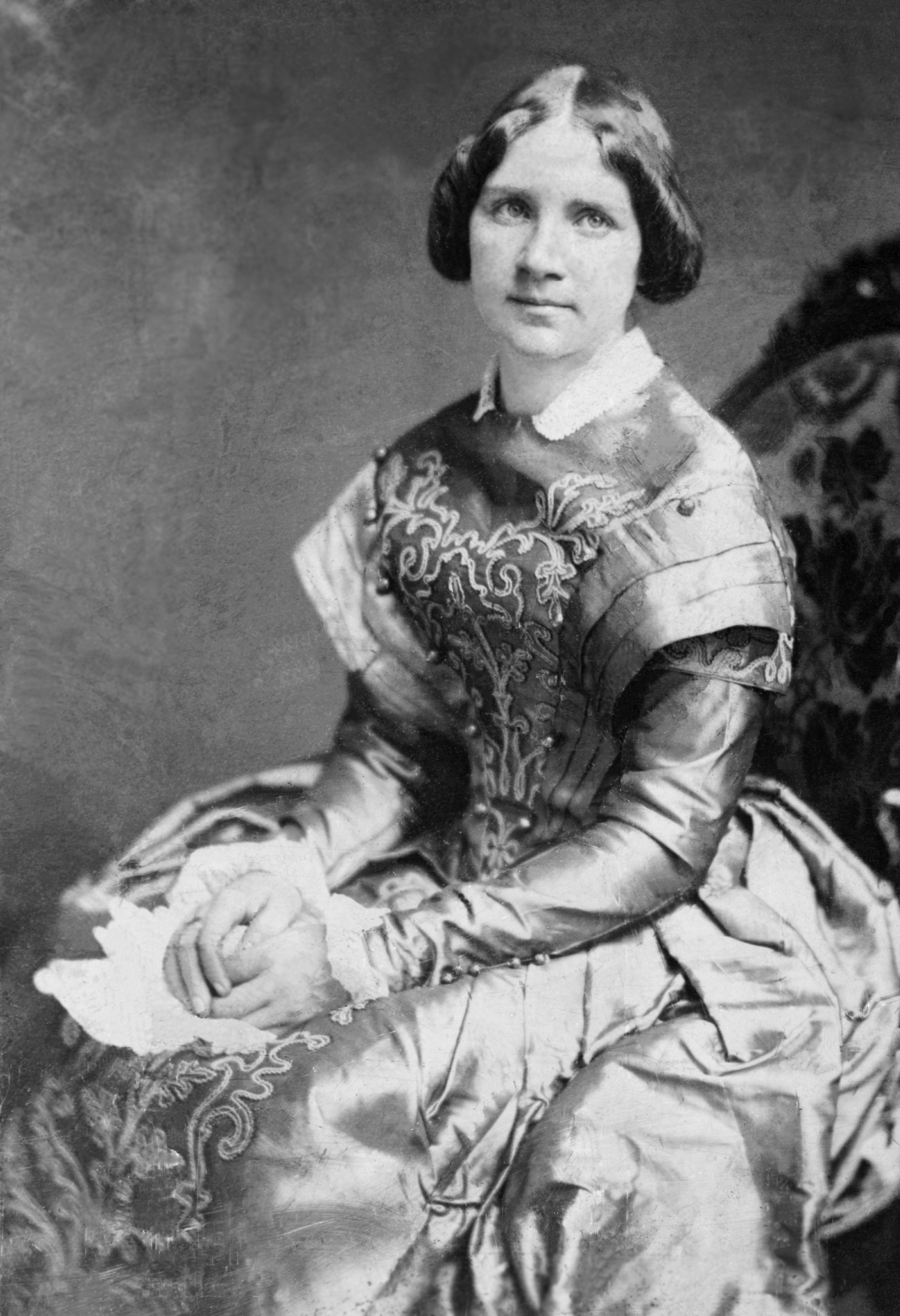
Daguerrotipo (retocado) de Lind realizado el 14 de septiembre de 1850 por John Carl Frederick Polycarpus Von Schneidau o Luther Boswell[18] en el estudio fotográfico de Mathew B. Brady de Nueva York